# Olsberg
Olsberg település Németországban, azon belül Észak-Rajna-Vesztfália tartományban. Lakosainak száma 14 481 fő (2023. december 31.). Olsberg Brilon, Rüthen, Bestwig és Winterberg községekkel határos.

## Népesség
A település népességének változása:
| Lakosok száma | 14 125 | 14 786 | 14 634 | 14 489 | 14 410 | 14 509 | 14 481 |
|               | 1975   | 2014   | 2017   | 2019   | 2021   | 2022   | 2023   |